# Канеда Сіхо
Канеда Сіхо (яп. 金田 志保; нар. Японія) — японська футболістка, виступала в збірній Японії.

## Кар'єра в збірній
У червні 1981 року Канеда була викликана до збірної Японії для участі в жіночому чемпіонаті АФК 1981. Дебютувала на цьому турнірі 7 червня в поєдинку проти Тайваню. Ця гра стала першим міжнародним матчем для жіночої збірної Японії. У 1981 році Сіхо зіграла 4 матчі за збірну.

## Статистика виступів у збірній
| жіноча національна збірна Японії | жіноча національна збірна Японії | жіноча національна збірна Японії |
| Рік                              | Матчі                            | Голи                             |
| -------------------------------- | -------------------------------- | -------------------------------- |
| 1981                             | 4                                | 0                                |
| Загалом                          | 4                                | 0                                |